# Neostethus
Neostethus – rodzaj ryb aterynokształtnych z rodziny Phallostethidae.

## Klasyfikacja
Gatunki zaliczane do tego rodzaju:
- Neostethus amaricola
- Neostethus bicornis
- Neostethus borneensis
- Neostethus ctenophorus
- Neostethus djajaorum
- Neostethus lankesteri
- Neostethus palawanensis
- Neostethus robertsi
- Neostethus thessa
- Neostethus villadolidi
- Neostethus zamboangae